# Адаптация (кибернетика)
Адаптация в кибернетике — процесс накопления и использования информации в системе, направленный на достижение определённого, обычно оптимального в некотором смысле, состояния или динамики (поведения) системы при начальной неопределённости и изменяющихся внешних условий, изменений окружающей среды. При адаптации могут изменяться параметры и структура системы, алгоритм её функционирования, управляющие воздействия и т. п.
Адаптация применяется в тех случаях, когда воздействующие на систему факторы являются полностью или частично неизвестными, внешняя среда содержит элементы неопределённости. В процессе адаптации система накапливает данные об этих факторах и определяет их характеристики. Управление с адаптацией — это управление в системе с неполной априорной информацией об управляемом процессе, изменяющееся по мере накопления информации о процессе и применяемой с целью улучшения качества работы системы.
Адаптация к сложной окружающей среде, характеризующейся высокой неопределённостью, позволяет системе обеспечивать достижение некоторых существенных целей в условиях недостаточной априорной информации о среде. В процессе адаптации могут меняться количественные характеристики системы, а также её структура.